# Ugo Pesci
Ugo Pesci (Firenze, 22 ottobre 1846 – Bologna, 13 dicembre 1908) è stato un giornalista italiano, studioso di Casa Savoia.

## Biografia
Dopo gli studi a Firenze, ove era nato nel 1846, frequentò l'Accademia militare di Modena conseguendo nel 1865 il grado di sottotenente. Nella terza guerra d'indipendenza, ufficiale dei granatieri, prese parte alla battaglia di Custoza. Terminata la carriera militare, intraprese quella giornalistica, lavorando nella redazione fiorentina del Fanfulla. Nel 1870, come inviato del medesimo quotidiano, assistette alla breccia di Porta Pia.
Dopo la presa della città, seguì la redazione del quotidiano che si era trasferita a Roma, e qui ebbe l'occasione di frequentare la corte di Vittorio Emanuele II e di conoscere esponenti dell'alta borghesia laica cittadina e dell'ambiente vaticano. Lasciata Roma e trasferitosi a Bologna, continuò nel suo lavoro giornalistico e, dal 1888 al 1901, fu direttore della Gazzetta dell'Emilia.
L'esperienze del soggiorno romano furono dal Pesci trascritte in due libri di memorie Come siamo entrati a Roma. Ricordi e I primi anni di Roma capitale (1870-1878), pubblicati rispettivamente nel 1895 e nel 1907. La prefazione del primo volume fu scritta da Giosuè Carducci il quale apprezzò le doti cronachistiche e narrative dell'autore.
Sempre di sentimenti monarchici, Pesci scrisse alcuni libri e opuscoli dedicati al re Vittorio Emanuele II e al suo successore, il figlio Umberto I, che definì, dopo il regicidio di Bresci, "il re martire".
Malato, abbandonò la professione e morì a Bologna, a sessantadue anni, nel 1908.

## Opere
- Firenze. Santa Maria del Fiore e il centenario di Donatello, Milano 1887, Maggio 1887.
- Verdi e l’Otello, insieme a E. Ximenes, Milano, speciale dell’Illustrazione italiana, 1887.
- Fortuné du Boisgobey, Il porcellino d’oro (Porte-bonheur), traduzione di Ugo Pesci, Roma, 1892.
- Vittorio Emanuele, il re liberatore, Milano, speciale dell’Illustrazione italiana, 1896.
- Il re martire. La vita e il regno di Umberto I. Date, aneddoti, ricordi (1844-1900), Bologna, 1901.
- Alla maestà della regina Margherita di Savoia nel cinquantesimo anniversario della sua nascita, Bologna, 1901.
- Dopo le grandi manovre nel Veneto, in Nuova Antologia, vol. 109, s. 4, 1904,  pp. 275-291.
- Firenze Capitale (1865-1870), Firenze, 1904.
- I bolognesi nelle guerre nazionali, Bologna, 1906.
- L’associazione pro esercito ai coscritti, Milano, 1907.
- Come siamo entrati a Roma, prefazione di G. Carducci, presentazione di A. Trombadori e appendice Gli ultimi dieci giorni del governo papale di L. Palomba, Firenze, 1956.